# بخش‌های دپارتمان لوار
بخش‌های دپارتمان لوار (انگلیسی: Arrondissements of the Loire department) شامل ۳ بخش به شرح زیر است:
1. بخش مونتبریزون با ۱۳۶ کمون (فرانسه) و جمعیت ۱۸۷ هزار نفر در سال ۲۰۱۳ می‌باشد.
2. بخش روان با ۱۱۵ کمون (فرانسه) و جمعیت ۱۵۷ هزار نفر در سال ۲۰۱۳ می‌باشد.
3. بخش سنت-اتیان با ۷۵ کمون (فرانسه) و جمعیت ۴۱۲ هزار نفر در سال ۲۰۱۳ می‌باشد.